# Antiguraleus subtruncatus
Antiguraleus subtruncatus é uma espécie de gastrópode do gênero Antiguraleus, pertencente a família Mangeliidae.